# Campionat paranaense

Campionat paranaense / Paraná

El Campionat Paranaense és la competició futbolística de l'estat de Paraná.

## Campions
Font:
| Temporada | Campió                       | Finalista                                        |
| --------- | ---------------------------- | ------------------------------------------------ |
| 1915      | Internacional (1)            | Paraná SC                                        |
| 1916      | Coritiba (1)                 | Britânia                                         |
| 1917      | América-Paraná (1)           | Internacional                                    |
| 1918      | Britânia (1)                 | Coritiba                                         |
| 1919      | Britânia (2)                 | Coritiba                                         |
| 1920      | Britânia (3)                 | Coritiba                                         |
| 1921      | Britânia (4)                 | Palestra Itália                                  |
| 1922      | Britânia (5)                 | Savoia                                           |
| 1923      | Britânia (6)                 | Operário Ferroviário                             |
| 1924      | Palestra Itália (1)          | Coritiba (Curitiba) Operário Ferroviário (P.G.)  |
| 1925      | Athletico (1)                | Savoia (Curitiba) Operário Ferroviário (P.G.)    |
| 1926      | Palestra Itália (2)          | Athletico (Curitiba) Operário Ferroviário (P.G.) |
| 1927      | Coritiba (2)                 | Athletico                                        |
| 1928      | Britânia (7)                 | Athletico                                        |
| 1929      | Athletico (2)                | Operário Ferroviário                             |
| 1930      | Athletico (3)                | Operário Ferroviário                             |
| 1931      | Coritiba (3)                 | Guarani                                          |
| 1932      | Palestra Itália (3)          | Operário Ferroviário                             |
| 1933      | Coritiba (4)                 | Nova Rússia                                      |
| 1934      | Athletico (4)                | Operário Ferroviário                             |
| 1935      | Coritiba (5)                 | Olinda                                           |
| 1936      | Athletico (5)                | Coritiba (Curitiba) Operário Ferroviário (P.G.)  |
| 1937      | Ferroviário (1)              | Operário Ferroviário                             |
| 1938      | Ferroviário (2)              | Operário Ferroviário                             |
| 1939      | Coritiba (6)                 | Pinheiral                                        |
| 1940      | Athletico (6)                | Operário Ferroviário                             |
| 1941      | Coritiba (7)                 | Jacarezinho                                      |
| 1942      | Coritiba (8)                 | Ferroviário                                      |
| 1943      | Athletico (7)                | Coritiba                                         |
| 1944      | Ferroviário (3)              | Coritiba                                         |
| 1945      | Athletico (8)                | Coritiba                                         |
| 1946      | Coritiba (9)                 | Ferroviário                                      |
| 1947      | Coritiba (10)                | Ferroviário                                      |
| 1948      | Ferroviário (4)              | Athletico                                        |
| 1949      | Athletico (9)                | Ferroviário                                      |
| 1950      | Ferroviário (5)              | Coritiba                                         |
| 1951      | Coritiba (11)                | Jacarezinho                                      |
| 1952      | Coritiba (12)                | Palestra Itália                                  |
| 1953      | Ferroviário (6)              | Cambaraense                                      |
| 1954      | Coritiba (13)                | Jacarezinho                                      |
| 1955      | Monte Alegre (1)             | Ferroviário                                      |
| 1956      | Coritiba (14)                | Guarani                                          |
| 1957      | Coritiba (15)                | Ferroviário                                      |
| 1958      | Athletico (10)               | Operário Ferroviário                             |
| 1959      | Coritiba (16)                | Londrina                                         |
| 1960      | Coritiba (17)                | Mandaguari                                       |
| 1961      | Comercial (1)                | Operário Ferroviário                             |
| 1962      | Londrina (1)                 | Coritiba                                         |
| 1963      | Grêmio Maringá (1)           | Ferroviário                                      |
| 1964      | Grêmio Maringá (2)           | Seleto                                           |
| 1965      | Ferroviário (7)              | Grêmio Maringá                                   |
| 1966      | Ferroviário (8)              | União Bandeirante                                |
| 1967      | Água Verde (1)               | Grêmio Maringá                                   |
| 1968      | Coritiba (18)                | Athletico                                        |
| 1969      | Coritiba (19)                | Ferroviário                                      |
| 1970      | Athletico (11)               | Coritiba                                         |
| 1971      | Coritiba (20)                | União Bandeirante                                |
| 1972      | Coritiba (21)                | Athletico                                        |
| 1973      | Coritiba (22)                | Athletico                                        |
| 1974      | Coritiba (23)                | Athletico                                        |
| 1975      | Coritiba (24)                | Colorado                                         |
| 1976      | Coritiba (25)                | Colorado                                         |
| 1977      | Grêmio Maringá (3)           | Coritiba                                         |
| 1978      | Coritiba (26)                | Athletico                                        |
| 1979      | Coritiba (27)                | Colorado                                         |
| 1980      | Cascavel EC (1) Colorado (1) | Londrina                                         |
| 1981      | Londrina (2)                 | Grêmio Maringá                                   |
| 1982      | Athletico (12)               | Colorado                                         |
| 1983      | Athletico (13)               | Coritiba                                         |
| 1984      | Pinheiros (1)                | Coritiba                                         |
| 1985      | Athletico (14)               | Pinheiros                                        |
| 1986      | Coritiba (28)                | Pinheiros                                        |
| 1987      | Pinheiros (2)                | Athletico                                        |
| 1988      | Athletico (15)               | Pinheiros                                        |
| 1989      | Coritiba (29)                | União Bandeirante                                |
| 1990      | Athletico (16)               | Coritiba                                         |
| 1991      | Paraná (1)                   | Athletico                                        |
| 1992      | Londrina (3)                 | União Bandeirante                                |
| 1993      | Paraná (2)                   | Londrina                                         |
| 1994      | Paraná (3)                   | Londrina                                         |
| 1995      | Paraná (4)                   | Coritiba                                         |
| 1996      | Paraná (5)                   | Coritiba                                         |
| 1997      | Paraná (6)                   | Athletico                                        |
| 1998      | Athletico (17)               | Coritiba                                         |
| 1999      | Coritiba (30)                | Paraná                                           |
| 2000      | Athletico (18)               | Coritiba                                         |
| 2001      | Athletico (19)               | Paraná                                           |
| 2002      | Iraty (1)                    | Grêmio Maringá                                   |
| 2002      | Athletico (20)               | Paraná                                           |
| 2003      | Coritiba (31)                | Paranavaí                                        |
| 2004      | Coritiba (32)                | Athletico                                        |
| 2005      | Athletico (21)               | Coritiba                                         |
| 2006      | Paraná (7)                   | ADAP                                             |
| 2007      | Paranavaí (1)                | Paraná                                           |
| 2008      | Coritiba (33)                | Athletico                                        |
| 2009      | Athletico (22)               | J. Malucelli                                     |
| 2010      | Coritiba (34)                | Athletico                                        |
| 2011      | Coritiba (35)                | Athletico                                        |
| 2012      | Coritiba (36)                | Athletico                                        |
| 2013      | Coritiba (37)                | Athletico                                        |
| 2014      | Londrina (4)                 | Maringá                                          |
| 2015      | Operário Ferroviário (1)     | Coritiba                                         |
| 2016      | Athletico (23)               | Coritiba                                         |
| 2017      | Coritiba (38)                | Athletico                                        |
| 2018      | Athletico (24)               | Coritiba                                         |
| 2019      | Athletico (25)               | Toledo                                           |
| 2020      | Athletico (26)               | Coritiba                                         |
| 2021      | Londrina (5)                 | FC Cascavel                                      |
| 2022      | Coritiba (39)                | Maringá                                          |
| 2023      | Athletico (27)               | FC Cascavel                                      |
| 2024      | Athletico (28)               | Maringá                                          |
| 2025      | Operário Ferroviário (2)     | Maringá                                          |

1. 1 2 3 4  Primer es disputà el campionat de Curitiba. El vencedor disputà el títol contra l'equip de Ponta Grossa.
2. ↑  Supercampionat. L'any 2002 els clubs grans disputaren la copa Sul-Minas en lloc del campionat estatal. Posteriorment es disputà un supercampionat entre els millors de l'Estatal i del Sul-Minas.

## Títols per equip
- Coritiba Foot Ball Club (Curitiba) 29 títols
- Clube Atlético Paranaense (Curitiba) 28 títols
- Clube Atlético Ferroviário (Curitiba) 8 títols
- Paraná Clube (Curitiba) 7 títols
- Britânia Sport Club (Curitiba) 7 títols
- Londrina Esporte Clube (Londrina) 5 títols
- Grêmio de Esportes Maringá (Maringá) 3 títols
- Palestra Itália Futebol Clube (Curitiba) 3 títols
- Esporte Clube Pinheiros (PR) (Curitiba) 2 títols
- Operário Ferroviário Esporte Clube (Ponta Grossa) 2 títols
- Colorado Esporte Clube (Curitiba) 1 títol
- Internacional Futebol Clube (Curitiba) 1 títol
- América-Paraná Sport Club (Curitiba) 1 títol
- Clube Atlético Monte Alegre (Telêmaco Borba) 1 títol
- Esporte Clube Comercial (Cornélio Procópio) 1 títol
- Esporte Clube Água Verde (Curitiba) 1 títol
- Cascavel Esporte Clube (Cascavel) 1 títol
- Iraty Sport Club (Irati) 1 títol
- Atlético Clube Paranavaí (Paranavaí) 1 títol